# Toquí caranegre
El toquí caranegre o toquí negrós (Atlapetes melanolaemus) és un ocell de la família dels passerèl·lids (Passerellidae).

## Descripció
Mesura uns 16,5 cm. Té el dors i la cua de color gris fosc. El cap és tot negre amb una corona vermellosa que projecta fins al clatell. Les parts inferiors són de color groc oliva amb taques borroses negres. S'alimenta en arbustos densos prop del terra al llarg de les vores del bosc. El rang geogràfic no se superposa amb el del toquí tricolor (Atlapetes tricolor) ni amb el del toquí de Vilcabamba (Atlapetes terborghi) però es distingeix fàcilment pel cap negre i la corona vermellosa brillant.
A primer cop dull i a la zona de Bolívia sovint es confon amb el toquí de Bolívia (Atlapetes rufinucha) però és fàcilment diferenciat per la gola i costats del cap negres i també les taques ventrals borroses negroses.

## Hàbitat i distribució
Habita al bosc humit de muntanya entre Cusco (Perú) i Chuquisaca als Iungues a l'oest de La Paz (Bolívia) en elevacions que oscil·len entre 1400-3300 m. Al límit sud-est bolivià és reemplaçat pel toquí de Bolívia fins al punt que es poden hibridar localment.

## Comportament
Se'l pot trobar tant en solitari, en parelles o grups familiars i sovint en estols mixtes. S'alimenta a prop del terra en el fullatge dens però no és tímid i normalment és fàcil de veure. Vocalitza força gairebé tot l'any.

## Etimologia
El nom «Atlapetes» deriva del grec antic “Atles” que en la mitologia grega va ser un tità que va ser convertit en una muntanya. «Pets» deriva també del grec antic i significa “ocell”. L'epítet «melanolaemus» prové del grec antic «melas», «melanos» que significa “negre” i «laimos» “gola”.